# Reimlingen
Reimlingen è un comune tedesco di 1 337 abitanti, situato nel land della Baviera.